# IHF Super Globe 2022
Der IHF Super Globe 2022, die 15. Austragung des IHF Men’s Super Globe, fand vom 18. bis 23. Oktober 2022 in Dammam (Saudi-Arabien) statt.
Sieger war wie bei der Vorjahresaustragung der deutsche Verein SC Magdeburg.

## Gastgeber
Im Jahr 2018 wurden die Rechte zur Austragung des Turniers für fünf Jahre an Saudi-Arabien, vertreten durch das saudi-arabische Sportministerium, vergeben.

## Neue Regeln
Die Internationale Handballföderation testete beim Super Globe 2022 den Einsatz von drei statt zwei Schiedsrichtern. Zusätzlich zum Tor- und Feldschiedsrichter wurde an den ersten beiden Spieltagen ein weiterer Referee an der Seitenlinie platziert, wobei die Positionen flexibel sind.

## Teilnehmer
Bei dieser Ausgabe der Super Globe nahmen erstmals zwölf Teams teil.
Der SC Magdeburg war als Titelverteidiger automatisch qualifiziert. Mit einem Sieg im afrikanischen Supercup am 10. Mai 2022 sicherte sich der ägyptische Verein al Ahly SC die Teilnahme am IHF Super Globe. Der brasilianische Verein Handebol Taubaté qualifizierte sich am 29. Mai 2022 durch den Gewinn der süd- und zentralamerikanischen Klubmeisterschaft der SCAHC. Der Vertreter Asiens wurde bei der asiatischen Vereinsmeisterschaft im Juni 2022 mit dem Sieger al Kuwait SC ermittelt. Der FC Barcelona qualifizierte sich durch den Gewinn der EHF Champions League 2021/22 am 19. Juni 2022. Der Sydney University Handball Club ist als Sieger der Meisterschaft Australiens und Ozeaniens beim Super Globe dabei. Zwei Wildcards wurden am 12. Juli 2022 an den Finalisten der EHF Champions League 2021/22, Łomża Industria Kielce, und den Sieger der EHF European League 2021/22, Benfica Lissabon, vergeben. Bei der North American and Caribbean Senior Club Championship wurde Club Ministros ermittelt. Als weiterer Teilnehmer wurde beim Qualifikationsturnier der Arabischen Handballföderation im September 2022 Espérance Tunis ermittelt, zwei weitere Teilnehmer (HK Mudhar und HK Khaleej) stellt Gastgeber Saudi-Arabien.
- Afrika:  al Ahly SC
- Arabien:  Espérance Tunis
- Asien:  al Kuwait SC
- Australien und Ozeanien:  Sydney University HC
- Europa:  FC Barcelona
- Nordamerika und Karibik:  Club Ministros
- Südamerika und Zentralamerika:  Handebol Taubaté
- Gastgeber:  HK Mudhar und  HK Khaleej
- Titelverteidiger:  SC Magdeburg
- Wildcards:  Łomża Industria Kielce und  Benfica Lissabon

## Turnierverlauf

### Gruppenphase
Die zwölf Teams wurden in vier Gruppen eingeteilt. Die Gruppensieger qualifizierten sich für das Halbfinale. Die Gruppenzweiten spielten die Plätze 5 bis 8, die Gruppendritten die Plätze 9 bis 12 untereinander aus. Die Spiele wurden vom 18. bis 20. Oktober 2022 ausgetragen.

#### Gruppe A
| Pl.                                  | Verein               | Sp. | S | U | N | Tore    | Diff. | Punkte |
| ------------------------------------ | -------------------- | --- | - | - | - | ------- | ----- | ------ |
| 1.                                   | SC Magdeburg         | 2   | 2 | 0 | 0 | 076:520 | +24   | 4      |
| 2.                                   | HK Khaleej           | 2   | 1 | 0 | 1 | 064:560 | +8    | 2      |
| 3.                                   | Sydney University HC | 2   | 0 | 0 | 2 | 044:760 | −32   | 0      |
| Quelle: IHF, Stand: 20. Oktober 2022 |                      |     |   |   |   |         |       |        |

| SC Magdeburg         | Sydney University HC | 41:23 (20:08) |
| Sydney University HC | HK Khaleej           | 21:35 (10:14) |
| SC Magdeburg         | HK Khaleej           | 35:29 (17:14) |

#### Gruppe B
| Pl.                                  | Verein           | Sp. | S | U | N | Tore    | Diff. | Punkte |
| ------------------------------------ | ---------------- | --- | - | - | - | ------- | ----- | ------ |
| 1.                                   | al Ahly SC       | 2   | 2 | 0 | 0 | 065:580 | +7    | 4      |
| 2.                                   | Benfica Lissabon | 2   | 1 | 0 | 1 | 067:560 | +11   | 2      |
| 3.                                   | HK Mudhar        | 2   | 0 | 0 | 2 | 057:750 | −18   | 0      |
| Quelle: IHF, Stand: 20. Oktober 2022 |                  |     |   |   |   |         |       |        |

| al Ahly SC | HK Mudhar        | 36:30 (18:17) |
| HK Mudhar  | Benfica Lissabon | 27:39 (10:14) |
| al Ahly SC | Benfica Lissabon | 29:28 (12:13) |

#### Gruppe C
| Pl.                                  | Verein                 | Sp. | S | U | N | Tore    | Diff. | Punkte |
| ------------------------------------ | ---------------------- | --- | - | - | - | ------- | ----- | ------ |
| 1.                                   | Łomża Industria Kielce | 2   | 2 | 0 | 0 | 086:560 | +30   | 4      |
| 2.                                   | Handebol Taubaté       | 2   | 1 | 0 | 1 | 062:670 | −5    | 2      |
| 3.                                   | al Kuwait SC           | 2   | 0 | 0 | 2 | 054:790 | −25   | 0      |
| Quelle: IHF, Stand: 20. Oktober 2022 |                        |     |   |   |   |         |       |        |

| Handebol Taubaté | al Kuwait SC           | 32:28 (19:12) |
| al Kuwait SC     | Łomża Industria Kielce | 26:47 (14:23) |
| Handebol Taubaté | Łomża Industria Kielce | 30:39 (16:18) |

#### Gruppe D
| Pl.                                  | Verein          | Sp. | S | U | N | Tore    | Diff. | Punkte |
| ------------------------------------ | --------------- | --- | - | - | - | ------- | ----- | ------ |
| 1.                                   | FC Barcelona    | 2   | 2 | 0 | 0 | 087:420 | +45   | 4      |
| 2.                                   | Espérance Tunis | 2   | 1 | 0 | 1 | 070:580 | +12   | 2      |
| 3.                                   | Club Ministros  | 2   | 0 | 0 | 2 | 039:960 | −57   | 0      |
| Quelle: IHF, Stand: 20. Oktober 2022 |                 |     |   |   |   |         |       |        |

| FC Barcelona   | Club Ministros  | 50:18 (26:10) |
| Club Ministros | Espérance Tunis | 21:46 (07:21) |
| FC Barcelona   | Espérance Tunis | 37:24 (18:12) |

### Spielrunde um die Plätze 9 bis 12
In dieser Spielrunde traten die Drittplatzierten der vier Gruppen an. Die Überkreuzspiele wurden am 22. Oktober 2022, die Platzierungsspiele am 23. Oktober 2022 ausgetragen.

#### Überkreuzspiele
| Sydney University | HK Mudhar      | 26:29 (13:14) |
| al Kuwait SC      | Club Ministros | 41:26 (18:12) |

#### Spiel um Platz 11
| Sydney University | Club Ministros | 33:29 (16:15) |

#### Spiel um Platz 9
| HK Mudhar | al Kuwait SC | 18:34 (05:20) |

### Spielrunde um die Plätze 5 bis 8
In dieser Spielrunde traten die Zweitplatzierten der vier Gruppen an. Die Überkreuzspiele wurden am 22. Oktober 2022, die Platzierungsspiele am 23. Oktober 2022 ausgetragen.

#### Überkreuzspiele
| HK Khaleej       | Benfica Lissabon | 35:32 (15:16) |
| Handebol Taubaté | Espérance Tunis  | 33:35 (14:18) |

#### Spiel um Platz 7
| Benfica Lissabon | Handebol Taubaté | 32:27 (17:18) |

#### Spiel um Platz 5
| HK Khaleej | Espérance Tunis | 30:31 (14:15) |

### Spielrunde um die Plätze 1 bis 4

#### Halbfinale
Im Halbfinale trafen am 22. Oktober 2022 die vier Sieger der Gruppenphase aufeinander. Die Sieger der beiden Halbfinalspiele bestritten am 23. Oktober 2022 das Spiel um Platz 1, die Verlierer um Platz 3.
| SC Magdeburg           | al Ahly SC   | 36:28 (18:17) |
| Łomża Industria Kielce | FC Barcelona | 28:39 (11:16) |

#### Spiel um Platz 3
| al Ahly SC | Łomża Industria Kielce | 26:35 (13:16) |

#### Spiel um Platz 1 (Finale)
| SC Magdeburg | FC Barcelona | 41:39 n. V. (35:35; 21:17) |

## Platzierungen
| Platz | Verein                    | Verband |
| ----- | ------------------------- | ------- |
| 01    | SC Magdeburg ()           | EHF     |
| 02    | FC Barcelona ()           | EHF     |
| 03    | Łomża Industria Kielce () | EHF     |
| 04    | al Ahly SC ()             | CAHB    |
| 05    | Espérance Tunis ()        | ArHF    |
| 06    | HK Khaleej ()             | AHF     |
| 07    | Benfica Lissabon ()       | EHF     |
| 08    | Handebol Taubaté ()       | SCAHC   |
| 09    | al Kuwait SC ()           | AHF     |
| 10    | HK Mudhar ()              | AHF     |
| 11    | Sydney University HC ()   | OCHF    |
| 12    | Club Ministros ()         | NACHC   |

## Ehrungen

### Player of the Match
Nach jedem Spiel wurde ein Spieler als Player of the Match ausgezeichnet. Dies waren:
- Matheus Perrella[13] (Handebol Taubaté): 1 ×
- Philipp Weber[14] (SC Magdeburg): 1 ×
- Domen Makuc[15] (Barça): 1 ×
- Ahmed Khairy[16][17] (al Ahly SC): 2 ×
- Mateusz Kornecki[18] (KS Kielce): 1 ×
- Oussama Boughanmi[19] (Espérance Tunis): 1 ×
- Ahmed El-Ahmar[20] (HK Khaleej): 1 ×
- Sergey Hernández[21] (Benfica Lissabon): 1 ×
- Andreas Wolff[22] (KS Kielce): 1 ×
- Gonzalo Pérez de Vargas[23][24] (Barça): 2 ×
- Hassan Kaddah[25] (HK Khaleej): 1 ×
- Ómar Ingi Magnússon[26] (SC Magdeburg): 1 ×

### Bester Torwerfer
Bester Torschütze war Hassan Kaddah (HK Khaleej) mit 45 Toren. Ihm folgten Ali Saleh (al-Kuwait SC) mit 40 Treffern sowie Ómar Ingi Magnússon (SC Magdeburg) mit 28 Toren.

### Bester Torhüter
Die beste Quote aller Torhüter wies Roberto Domènech (Barça) mit 55 % gehaltener Bälle bei nur einem Einsatz aus, ihm folgten sein Teamkollege Gonzalo Pérez de Vargas mit 42 % über vier Spiele sowie Mateusz Kornecki (Łomża Industria Kielce) mit 37 % über vier Partien.